# Record du monde de natation dames du 200 mètres dos
Progression du record du monde de natation sportive dames pour l'épreuve du 200 mètres dos en bassin de 50 et 25 mètres.

## Bassin de 50 mètres
| Temps             | Tours | Tours | Tours | Athlète              | Naissance | Âge | Nationalité        | Compétition                               | Lieu           | Date              |
| ----------------- | ----- | ----- | ----- | -------------------- | --------- | --- | ------------------ | ----------------------------------------- | -------------- | ----------------- |
| 3 min 6 s 8       |       |       |       | Sybil Bauer          |           |     | États-Unis         |                                           | Brighton Beach | 4 juillet 1922    |
| 3 min 3 s 8       |       |       |       | Sybil Bauer          |           |     | États-Unis         |                                           | Miami          | 9 février 1924    |
| 2 min 59 s 2      |       |       |       | Marie Braun          |           |     | Pays-Bas           |                                           | Bruxelles      | 24 novembre 1928  |
| 2 min 58 s 8      |       |       |       | Eleanor Holm         | 1913      | 17  | États-Unis         |                                           | Buffalo        | 1er février 1930  |
| 2 min 58 s 2      |       |       |       | Eleanor Holm         | 1913      | 17  | États-Unis         |                                           | New York       | 1er mars 1930     |
| 2 min 50 s 4      |       |       |       | Phyllis Harding      |           |     | Royaume-Uni        |                                           | Wallasey       | 19 septembre 1932 |
| 2 min 49 s 6      |       |       |       | Rie Mastenbroek      |           |     | Pays-Bas           |                                           | Amsterdam      | 20 janvier 1935   |
| 2 min 48 s 7      |       |       |       | Eleanor Holm         | 1913      | 23  | États-Unis         |                                           | Toledo         | 3 mars 1936       |
| 2 min 44 s 6      |       |       |       | Dina Senff           |           |     | Pays-Bas           |                                           | Amsterdam      | 2 février 1937    |
| 2 min 41 s 3      |       |       |       | Ragnhild Hveger      |           |     | Danemark           |                                           | Aarhus         | 14 février 1937   |
| 2 min 41 s 0      |       |       |       | Cor Kint             |           |     | Pays-Bas           |                                           | Aarhus         | 17 avril 1938     |
| 2 min 40 s 6      |       |       |       | Iet van Feggelen     |           |     | Pays-Bas           |                                           | Düsseldorf     | 26 octobre 1936   |
| 2 min 39 s 0      |       |       |       | Iet van Feggelen     |           |     | Pays-Bas           |                                           | Amsterdam      | 18 décembre 1938  |
| 2 min 38 s 8      |       |       |       | Cor Kint             |           |     | Pays-Bas           |                                           | Rotterdam      | 29 novembre 1939  |
| 2 min 35 s 3      |       |       |       | Geertje Wielema      |           |     | Pays-Bas           |                                           | Hilversum      | 2 avril 1950      |
| Nouvelles règles  |       |       |       |                      |           |     |                    |                                           |                |                   |
| 2 min 39 s 9 (y)  |       |       |       | Phillipa Gould       |           |     | Nouvelle-Zélande   |                                           | Auckland       | 16 janvier 1957   |
| 2 min 38 s 5 (y)  |       |       |       | Lenie de Nijs        |           |     | Pays-Bas           |                                           | Blackpool      | 17 mai 1957       |
| 2 min 37 s 4 (y)  |       |       |       | Christine von Saltza |           |     | États-Unis         |                                           | Topeka         | 1er août 1958     |
| 2 min 37 s 1      |       |       |       | Satoko Tanaka        |           |     | Japon              |                                           | Tokyo          | 12 juillet 1959   |
| 2 min 34 s 8      |       |       |       | Satoko Tanaka        |           |     | Japon              |                                           | Tokyo          | 2 avril 1960      |
| 2 min 33 s 5      |       |       |       | Lynn Burke           |           |     | États-Unis         |                                           | Indianapolis   | 15 juillet 1960   |
| 2 min 33 s 3      |       |       |       | Satoko Tanaka        |           |     | Japon              |                                           | Tokyo          | 23 juillet 1960   |
| 2 min 33 s 2      |       |       |       | Satoko Tanaka        |           |     | Japon              |                                           | Tokyo          | 30 juillet 1961   |
| 2 min 32 s 1      |       |       |       | Satoko Tanaka        |           |     | Japon              |                                           | Beppu          | 3 juin 1962       |
| 2 min 31 s 6      |       |       |       | Satoko Tanaka        |           |     | Japon              |                                           | Osaka          | 29 juillet 1962   |
| 2 min 29 s 6 (y)  |       |       |       | Satoko Tanaka        |           |     | Japon              |                                           | Sydney         | 10 février 1963   |
| 2 min 28 s 9      |       |       |       | Satoko Tanaka        |           |     | Japon              |                                           | Perth          | 18 février 1963   |
| 2 min 28 s 5      |       |       |       | Satoko Tanaka        |           |     | Japon              |                                           | Perth          | 21 février 1963   |
| 2 min 28 s 2      |       |       |       | Satoko Tanaka        |           |     | Japon              |                                           | Tokyo          | 4 août 1963       |
| 2 min 27 s 4      |       |       |       | Cathy Ferguson       |           |     | États-Unis         |                                           | Los Angeles    | 28 septembre 1964 |
| 2 min 27 s 1      |       |       |       | Karen Muir           |           |     | Afrique du Sud     |                                           | Béziers        | 25 juillet 1966   |
| 2 min 26 s 4      |       |       |       | Karen Muir           |           |     | Afrique du Sud     |                                           | Lincoln        | 18 août 1966      |
| 2 min 24 s 4      |       |       |       | Elaine Tanner        |           |     | Canada             |                                           | Winnipeg       | 26 juillet 1967   |
| 2 min 24 s 1 (y)  |       |       |       | Karen Muir           |           |     | Afrique du Sud     |                                           | Kimberley      | 6 janvier 1968    |
| 2 min 23 s 8      |       |       |       | Karen Muir           |           |     | Afrique du Sud     |                                           | Los Angeles    | 21 juillet 1968   |
| 2 min 21 s 5      |       |       |       | Susan Atwood         |           |     | États-Unis         |                                           | Louisville     | 14 août 1969      |
| 2 min 20 s 64     |       |       |       | Melissa Belote       |           |     | États-Unis         |                                           | Chicago        | 5 août 1972       |
| 2 min 20 s 58     |       |       |       | Melissa Belote       |           |     | États-Unis         | Jeux olympiques                           | Munich         | 4 septembre 1972  |
| 2 min 19 s 19     |       |       |       | Melissa Belote       |           |     | États-Unis         | Jeux olympiques                           | Munich         | 4 septembre 1972  |
| 2 min 18 s 41     |       |       |       | Ulrike Richter       | 1959      | 15  | Allemagne de l'Est |                                           | Rostock        | 7 juillet 1974    |
| 2 min 17 s 35     |       |       |       | Ulrike Richter       | 1959      | 15  | Allemagne de l'Est | Championnats d'Europe                     | Vienne         | 25 août 1974      |
| 2 min 16 s 33     |       |       |       | Nancy Garapick       |           |     | Canada             |                                           | Brantford      | 27 avril 1975     |
| 2 min 16 s 10     |       |       |       | Birgit Treiber       | 1960      | 15  | Allemagne de l'Est |                                           | Wittenberg     | 6 juin 1975       |
| 2 min 15 s 46     |       |       |       | Birgit Treiber       | 1960      | 15  | Allemagne de l'Est | Championnats du monde                     | Cali           | 25 juillet 1975   |
| 2 min 14 s 41     |       |       |       | Antje Stille         |           |     | Allemagne de l'Est |                                           | Berlin-Est     | 29 février 1976   |
| 2 min 13 s 5      |       |       |       | Antje Stille         |           |     | Allemagne de l'Est | URSS Duel                                 | Tallinn        | 13 mars 1976      |
| 2 min 12 s 47     |       |       |       | Birgit Treiber       | 1960      | 16  | Allemagne de l'Est |                                           | Berlin-Est     | 4 juin 1976       |
| 2 min 11 s 93     |       |       |       | Linda Jezek          |           |     | États-Unis         | Championnats du monde (f)                 | Berlin         | 24 août 1978      |
| 2 min 11 s 77     |       |       |       | Rica Reinisch        |           |     | Allemagne de l'Est | Jeux olympiques                           | Moscou         | 27 juillet 1980   |
| 2 min 9 s 91      |       |       |       | Cornelia Sirch       | 1966      | 16  | Allemagne de l'Est | Championnats du monde                     | Guayaquil      | 7 août 1982       |
| 2 min 8 s 60      |       |       |       | Betsy Mitchell       | 1966      | 20  | États-Unis         | Championnats USA                          | Orlando        | 27 juin 1986      |
| Nouveau règlement |       |       |       |                      |           |     |                    |                                           |                |                   |
| 2 min 6 s 62      |       |       |       | Krisztina Egerszegi  | 1974      | 17  | Hongrie            | Championnats d'Europe                     | Athènes        | 25 août 1991      |
| 2 min 6 s 39      |       |       |       | Kirsty Coventry      | 1983      | 25  | Zimbabwe           | USA Grand Prix du Missouri (f)            | Columbia       | 16 février 2008   |
| 2 min 4 s 81      |       |       |       | Kirsty Coventry      | 1983      | 26  | Zimbabwe           | Championnats du monde (f)                 | Rome           | 1er août 2009     |
| 2 min 4 s 06      |       |       |       | Missy Franklin       | 1995      | 17  | États-Unis         | Jeux olympiques (f)                       | Londres        | 3 août 2012       |
| 2 min 3 s 35      |       |       |       | Regan Smith          | 2002      | 17  | États-Unis         | Championnats du monde (d)                 | Gwangju        | 26 juillet 2019   |
| 2 min 3 s 14      |       |       |       | Kaylee McKeown       | 2001      | 21  | Australie          | Championnats de la Nouvelle-Galles du Sud | Sydney         | 10 mars 2023      |

## Bassin de 25 mètres
| Temps         | Athlète           | Naissance | Âge | Nationalité        | Compétition                         | Lieu              | Date             |
| ------------- | ----------------- | --------- | --- | ------------------ | ----------------------------------- | ----------------- | ---------------- |
| 2 min 11 s 50 | Birgit Treiber    |           |     | Allemagne de l'Est |                                     | Brême             | 7 mars 1976      |
| -----         |                   |           |     |                    |                                     |                   |                  |
| 2 min 07 s 74 | Cornelia Sirch    | 1966      | 17  | Allemagne de l'Est |                                     |                   | 1983             |
| -----         |                   |           |     |                    |                                     |                   |                  |
| 2 min 06 s 09 | Cihong He         | 1975      | 18  | Chine              | Championnats du monde               | Palma de Majorque | 5 décembre 1993  |
| 2 min 05 s 83 | Clementine Stoney |           |     | Australie          | Championnats d'Australie (finale A) | Perth             | 6 août 2001      |
| 2 min 04 s 44 | Sarah Price       | 1979      | 22  | Royaume-Uni        | Championnats d'Australie (finale B) | Perth             | 6 août 2001      |
| 2 min 03 s 62 | Natalie Coughlin  | 1982      | 19  | États-Unis         | Coupe du monde (f)                  | New York          | 27 novembre 2001 |
| 2 min 03 s 24 | Reiko Nakamura    | 1982      | 26  | Japon              | Open du Japon                       | Tokyo             | 23 février 2008  |
| 2 min 00 s 91 | Kirsty Coventry   | 1983      | 24  | Zimbabwe           | Championnats du monde               | Manchester        | 11 avril 2008    |
| 2 min 00 s 18 | Shiho Sakai       | 1990      | 18  | Japon              | Coupe du monde (f)                  | Berlin            | 14 novembre 2009 |
| 2 min 00 s 03 | Missy Franklin    | 1995      | 16  | États-Unis         | Coupe du monde (f)                  | Berlin            | 22 octobre 2011  |
| 1 min 59 s 23 | Katinka Hosszú    | 1989      | 25  | Hongrie            | Championnats du monde (f)           | Doha              | 5 décembre 2014  |
| 1 min 58 s 94 | Kaylee McKeown    | 2001      | 19  | Australie          | Championnats d'Australie (f)        | Brisbane          | 28 novembre 2020 |
| 1 min 58 s 83 | Regan Smith       | 2002      | 22  | États-Unis         | Coupe du monde (f)                  | Singapour         | 2 novembre 2024  |

## 200 yards dos
| Temps         | Athlète          | Naissance | Âge | Nationalité                       | Compétition       | Lieu   | Date            |
| ------------- | ---------------- | --------- | --- | --------------------------------- | ----------------- | ------ | --------------- |
| 1 min 49 s 52 | Natalie Coughlin | 1982      | 20  | États-Unis Californie             | Championnats NCAA | Austin | 22 mars 2002    |
| 1 min 48 s 34 | Gemma Spofforth  | 1987      | 22  | Royaume-Uni Université de Floride | SEC championship  | Auburn | 21 février 2009 |